# Neocallicrania lusitanica
Neocallicrania lusitanica is een rechtvleugelig insect uit de familie van de sabelsprinkhanen (Tettigoniidae). De wetenschappelijke naam van deze soort is voor het eerst voorgesteld als Callicrania lusitanica door Bernardo Aires en Horácio Paulo Menano in een publicatie uit 1916.
Deze soort komt voor in Midden-Portugal en in een klein gebied in Zuidwest-Spanje.